# 平壌地下鉄革新線
革新線（ヒョクシンせん）は、朝鮮民主主義人民共和国平壌直轄市の地下鉄の路線。路線延長は約15km。
革命を描いた壁画に彩られ、さまざまな石材やシャンデリアを使った豪華な内装である。また戦時の核シェルターを兼ねるためか、地中100m以上の深くに駅が存在する。

## 歴史
- 1960年代 - 建設開始。
- 1975年9月9日 - 革新～楽園間が開業。
- 1978年9月6日 - 黄金原～革新間が開業。
- 1978年9月9日 - 光復～黄金原間が開業。
- 1995年 - 金日成主席（後に金正日総書記の遺体も安置）の遺体が安置された錦繍山議事堂（錦繍山記念宮殿）と接続された関係で光明駅が廃止。

2018年現在、光復駅から西側への延伸工事が進められているとの情報もある。同情報によれば、万景台（万景台学生少年宮殿の南西側）に駅が設けられるほか、他に2つの駅が新設される見込みだという。
2019年以後 戦勝駅リニューアル完了

## 駅一覧
- 駅名は革命にちなんだものであり、どこの地区に存在しているか判別できない。ガイドブックに記された大体の位置を以下に示す。概ね、市街の西端のニュータウンから東へ中心部に向かい、普通江に突き当たって北へ向かい市街西部を南北に貫き、東に方向を変えて東郊外の大城山に至っている[2]。
- 駅所在地は全線平壌直轄市内。

| 駅名                        | 駅名                        | 駅名       | 駅間キロ (km) | 累計キロ (km) | 接続路線・駅の大体の位置                             | 所在地     |
| 日本語                      | 朝鮮語                      | 英語       | 駅間キロ (km) | 累計キロ (km) | 接続路線・駅の大体の位置                             | 所在地     |
| --------------------------- | --------------------------- | ---------- | ------------- | ------------- | ---------------------------------------------------- | ---------- |
| 光復駅 (光復橋)             | 광복역 (광복다리)           | Kwangbok   | 0.0           | 0.0           | 光復通り入口                                         | 万景台区域 |
| 建国駅 (普通江駅)           | 건국역 (보통강역)           | Konguk     |               |               | 北朝鮮鉄道省：平南線（普通江駅）                     | 普通江区域 |
| 黄金原駅 (慶興館)           | 황금벌역 (경흥관)           | Hwaggumbol |               |               | 清流館（普通江沿いの大規模レストラン、中区域東城洞） | 普通江区域 |
| 建設駅 (柳京ホテル)         | 건설역 (류경호텔)           | Konsol     |               |               | 柳京ホテル                                           | 普通江区域 |
| 革新駅 (西平壌旅館)         | 혁신역 (서평양려관)         | Hyoksin    |               |               | 戦勝記念館                                           | 普通江区域 |
| 戦勝駅 (地下鉄道建設博物館) | 전승역 (지하철도건설박물관) | Jonsung    |               |               | 平壌地下鉄：●千里馬線（戦友駅） 4・25文化会館        | 牡丹峰区域 |
| 三興駅 (金日成総合大学)     | 삼흥역 (김일성종합대학)     | Samhung    |               |               | 金日成総合大学                                       | 大城区域   |
| 光明駅                      | 광명역                      | Kwangmyong | 廃止          | 廃止          | 錦繍山太陽宮殿                                       | 大城区域   |
| 楽園駅 (動物園)             | 락원역 (동물원)             | Ragwon     |               | 15.0          | 大城山（朝鮮中央動物園・朝鮮中央植物園）             | 大城区域   |

## 車両基地
革新線の車両基地は光復駅の南西側にある。